# Иона (Хелашвили)
Иеромонах Иона (груз. იონა; в миру Иване Хелашвили, груз. იოანე ხელაშვილი; 1772, село Вакири, Кахети — 1837, Санкт-Петербург, Российская империя) — иеромонах, грузинский церковный писатель и общественный деятель.

## Биография
Родился в крестьянской семье. Отец Иване погиб во время набега дагестанцев, вскоре скончалась и его мать. Воспитывался в семье царя Ираклия II, после смерти которого пользовался покровительством его сына и наследника Георгия XII. Освоил азы богословских наук, с 6 лет обучаясь при церкви села Вакири, с 1793 года — при храме Метехи. После разорения Тбилиси войсками Ага Мохаммед-хана (1795) переехал в Телави, где продолжил учёбу. В 1800 году принял постриг с именем Иона и в следующем году поступил в монастырь Кватахеви.
В 1805 году в свите сына царя Ираклия II — царевича Парнаоза покинул Грузию. Жил в Воронеже и в Москве, в 1806 году переехал в Петербург. С 1809 по 1812 год прошёл обучение в Санкт-Петербургской духовной академии. Рукоположен в диаконы, затем — в иереи. Был духовником ряда членов царской фамилии Грузии (царевич Давид, Теймураз Багратиони, цариц Имеретии Анны, супруги царя Соломона I, и Мариам, супруги царя св. Соломона II).
Живя в Петербурге, играл активную роль в делах грузинского землячества, помогал представителям грузинской национальности, особенно студентам. Так, при его содействии в Петербургский университет был принят Соломон Додашвили.
Создал свыше 40 духовных сочинений (ныне — в Национальном центре рукописей Грузии, в Кутаисском государственном историко-этнографическом музее и в РНБ), автобиографическое сочинение «Ронини» (Хождение), философско-богословское сочинение «Книга тридцати четырёх вопросов» в жанре вопросов и ответов. В 2000 году был издан эпистолярный архив Ионы (1809—1835), в том числе письма грузинским царевичам, а также сосланному в Свирский монастырь митрополиту Гелатскому Евфимию (Шервашидзе). Среди других произведений «Трехчастное богословие», «Обширный грузинский словарь» (около 3 000 слов). «Проповеди» Ионы признаны образцом грузинского ораторского искусства.
Похоронен в пантеоне Александро-Невской лавры в Петербурге.